# Paul Furniss
Paul Furniss (1944) is een Australische jazzmusicus. Hij speelt saxofoon (altsaxofoon, tenorsaxofoon en sopraansaxofoon), klarinet en fluit. Hij wordt beschouwd als een van de beste jazzmuzikanten in het land.
Furniss kreeg les van Victor McMahon en Don Burrows. Hij studeerde aan Sydney Conservatorium of Music, ook was hij er docent. Hij werd in 1975 lid van Tom Baker's San Francisco Jazz Band, in 1979 werd hij hiervan ook de leider. Hij werkte bij Bill Dillard (de show "One Mo' Time" in 1982 en een tournee in 1983). Hij speelde in de bands van Geoff Bull, Adrian Ford, Nancy Stuart en (negen jaar lang) de All Stars van Graeme Bell. Daarnaast heeft hij gewerkt met een eigen groep, de Eclipse Alley Five. Furniss speelt nu in verschillende bezettingen dixieland en smooth swing. 
In het begin van de jaren negentig heeft hij enkele buitenlandse tournees gemaakt en speelde hij ook in Nederland (Den Haag en Breda, 1990).

## Bron
- Biografie[dode link]